# 5月12日 (旧暦)
旧暦5月12日は、旧暦5月の12日目である。六曜は仏滅である。

## 誕生日
- 正安3年（ユリウス暦1301年6月19日） - 守邦親王、鎌倉幕府9代征夷大将軍（+ 1333年）
- 天文3年（ユリウス暦1534年6月23日） - 織田信長、武将（+ 1582年）
- 元禄11年（グレゴリオ暦1698年6月19日） - 青木昆陽、蘭学者（+ 1769年）
- 天明3年（グレゴリオ暦1783年6月11日） - 柳亭種彦、戯作者（+ 1842年）
- 天保14年（グレゴリオ暦1843年6月9日） - 伊東祐亨、海軍軍人（+ 1914年）

## 忌日
- 享保3年（グレゴリオ暦1718年6月10日） - 立花北枝、俳人・蕉門十哲の一人